# Phyllofulvioides
Phyllofulvioides is een geslacht van wantsen uit de familie van de Miridae (Blindwantsen). Het geslacht werd voor het eerst wetenschappelijk beschreven door Gorczyca in 1998.

## Soorten
Het genus is monotypisch en bevat alleen de volgende soort:

- Phyllofulvioides africanus Gorczyca, 2000